# Tauracris flavolineata
Tauracris flavolineata är en insektsart som beskrevs av Willemse, C. 1931. Tauracris flavolineata ingår i släktet Tauracris och familjen gräshoppor. Inga underarter finns listade i Catalogue of Life.